# 알레산드로 마추코텔리

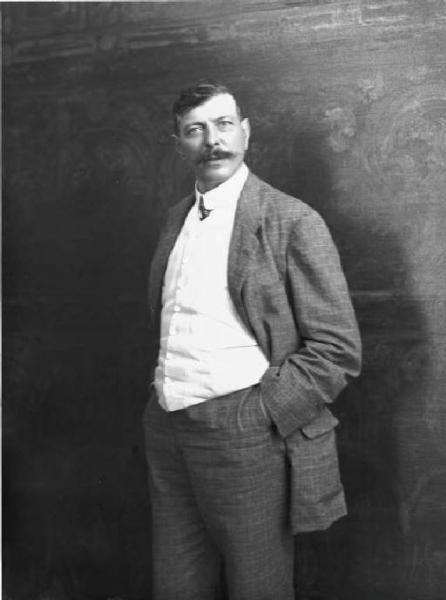

알레산드로 마추코텔리(이탈리아어: Alessandro Mazzucotelli, 1865년 12월 30일~1938년 1월 29일)는 이탈리아의 장인, 장식가이다. 철공 예술의 대가로서, 마추코텔리는 이탈리아와 해외에서 아르 누보(리버티 양식)의 주요 대표자들의 작품 장식으로 명성을 쌓았다.

## 박물관
- 울프소니언-FIU 박물관, 플로리다, 미국
- 오르세 미술관, 파리[2]
- 빌라 베르나스코니 박물관, 체르노비오
- 카를로 리자르다 현대 미술관
- 아킬레 베르타렐리 판화 소장관, 밀라노 스포르체스코 성
- 레오나르도 다 빈치 국립 과학 기술 박물관[3]